# Мюнхенбухзе
Мюнхенбухзе (на немски: Münchenbuchsee) е град в Централна Швейцария, окръг Фраубрунен на кантон Берн. Разположен е на 564 m надморска височина. Населението му е около 9770 души (2009).

## Личности
Родени
Паул Клее (1879 – 1940), художник